# 對話的維度
《對話的維度》（捷克語：Možnosti dialogu）是楊·斯凡克梅耶在1983年執導的捷克斯洛伐克动画短片。片長14分鐘，是一部採用定格动画製作的作品。

## 劇情
該影片分為三個部分：《永恆的對話》（Dialog věčný）呈現了朱塞佩·阿尔钦博托般的頭像，漸漸縮小為平淡的複製品；《激情的話語》（Dialog vášnivý）展示了一對黏土男人和女人在性方面彼此融為一體，然後爭吵，把自己變成了瘋狂的、沸騰的漿液；《詳盡的討論》（Dialog vyčerpávající）由兩個年長的泥頭組成，他們用舌頭擠出各種物體（如牙刷和牙膏；鞋子和鞋帶等），並以各種組合將它們纏繞在一起。

## 評價
特里·吉列姆將這部電影列為有史以來十大最佳動畫之一。

## 獎項
- 1983年安錫國際動畫影展：大獎
- 1983年柏林国际电影节：IDALC最佳短片金熊獎（榮譽獎）

## 外部連結
- 互联网电影数据库（IMDb）上《對話的維度》的资料（英文）
- Dimensions of Dialogue - Tativille （页面存档备份，存于）